# SV Fortuna Magdebourg
Maillots
Le SV Fortuna Magdeburg est un club sportif allemand de football localisé dans la ville à Magdebourg, dans la Saxe-Anhalt.
Outre le football, le club propose des sections de Badminton, de Boxe, de Gymnastique et de Volley-ball.

## Histoire
Un premier club fut créé sous l’appellation FC Fortuna Magdeburg. Il évolua dans la  Verband Magdeburger Ballspiel-Vereine entre 1901 et 1904.
En fin de saison 1903-1904, ce club disputa la finale du championnat local de la VMBV (ne pas confondre  avec la Verband Mitteldeutscher Ballspiel-Vereine, qui eut les mêmes initiales "VMBV" et qui elle exista jusqu’en 1933). Peu après, le club fut dissous.

### DE 1911 à 1945
Le 1er août 1911, un nouveau club fut formé sous la même dénomination de M.F.V. Fortuna Magdeburg. Le FC Fortuna Magdeburg fut sa section de Football. Car outre le football, ce club comporta des départements d’Athlétisme, de Handbal et de Volley-ball. Le club devint propriétaire de son stade en 1919, à la Rothenseerstrasse. Sa section football connut divers succès mais ne remporta aucun titre majeur. Elle évolua dans les compétitions de la Verband Mitteldeutscher Fussball-Vereine (VMBV).
En 1933, dès leur arrivée au pouvoir, les Nazis réformèrent les compétitions de football et créèrent les Gauliga. Le FC Fortuna Magdeburg, vainqueur de la Kreisliga Elbe fut retenu pour être un des fondateurs de la Gauliga Mitte. Relégué après une saison, le club y remonta en 1938 mais n’y séjourna à nouveau que pour la durée d’un seul championnat.
En 1938, le club dut vendre ses installations car le site devait servir à a construction d’une zone d’habitations. Il émigra alors vers le Sportplatz Schöppensteg, où il évolua encore de nos jours.
En 1945, le club fut dissous par les Alliés, comme tous les clubs et associations allemands (voir Directive n°23).
La ville de Magdebourg et la Saxe-Anhalt se retrouvèrent alors en zone soviétique, puis en RDA.

### Époque de la RDA
Le 14 novembre 1950, d’anciens membres de l’ex-Fortuna reconstituèrent le BSG Turbine Magdeburg. Ce club se développa et compta plus de 1.000 membres, de nouvelles sections par rapport au club d’avant-guerre, dont la Natation et le Water-polo.
De 1963 à 1965, le BSG Turbine Magdeburg évolua en DDR-Liga, la division 2 de la Deutscher Fussball Verband (DFV).

### Depuis 1990
Après la réunification allemande de 1990, le BSG Turbine Magdeburg devint un organisme civil contraint de se financer de manière indépendante. Le club fut reconstitué, le 15 juin 1990, sous son appellation historique de SV Fortuna Magdeburg. Avec l’aide de la ville, le site du Schöppensteg fut rénové et modernisé.
En 1995, le club remporta le titre en Landesliga Sachsen-Anhalt et monta en Verbandsliga Sachsen-Anhalt dcont il conquit directement le titre et accéda à la Oberliga Nordost Süd.
Le SV Fortuna Magdeburg évolua quatre saisons dans ce qui était, à l’époque, une ligue au 4e niveau de la hiérarchie du football allemand, puis il redescendit en Verbandsliga jusqu’en 2009, où il fut relégué en Landesliga.
En 2010-2011, le club joue en Landesliga Sachsen-Anhalt, une ligue devenue le 7e étage de la pyramide du football allemand, depuis l’instauration de la 3. Liga, en 2008.

## Palmarès
- Champion de la Kreisliga Elbe: 1922, 1924, 1926, 1930, 1931, 1932, 1933.
- Champion de la Landesliga Sachsen-Anhalt (VI): 1995.
- Champion de la Verbandsliga Sachsen-Anhalt (V): 1996.
- Vainqueur de la Magdeburg-Pokal: 2010.

## Personnalités
- Bernd Heynemann arbitre international.
- Marcel Schmelzer International allemand, passé depuis au Borussia Dortmund